# Josef Märkl
Josef Märkl (* 16. Januar 1928 in Vilshofen an der Donau; † 14. Oktober 2010 in Seehausen am Staffelsee) war ein deutscher Violinist, Komponist und Pädagoge. Er war Mitglied der Rundfunkorchester in München, Stuttgart und Baden-Baden. Zuletzt wirkte er als Konzertmeister der Düsseldorfer Symphoniker und Primarius des Märkl-Quartetts. 

## Leben
Josef Märkl wurde 1928 im niederbayerischen Vilshofen an der Donau geboren. Er studierte privat bei Hedi Gigler, Roman Schimmer und Heinz Stanske sowie bei Wilhelm Stross an der Staatlichen Hochschule für Musik München.
Mit 17 Jahren, 1945/46, wurde er Mitglied (1. Violine) im Symphonieorchester des Bayerischen Rundfunks in München. Von 1946 bis 1950 spielte er beim Großen Orchester von Radio Stuttgart (1949 umbenannt in Sinfonieorchester von Radio Stuttgart bzw. des Süddeutschen Rundfunks) unter Hans Müller-Kray. 1947 gewann er den Wettbewerb für junge Künstler (Radio Stuttgart). Von 1950 bis 1956 war er beim von Hans Rosbaud geleiteten Sinfonieorchester des Südwestfunks in Baden-Baden tätig. 1958 wurde er Sonderkonzertmeister und Studienleiter beim Hilchenbacher Siegerland-Orchester unter Peter Richter de Rangenier und Thomas Ungar. Von 1962 bis 1968 war er als Studienleiter und Konzertmeister bei den Düsseldorfer Symphonikern engagiert, deren Chefdirigenten Jean Martinon und Rafael Frühbeck de Burgos waren.
Kammermusikalisch spielte er ab 1964 als Nachfolger von Oscar C.  Yatco die 2. Violine im berühmten Stross-Quartett. Neben seinem Lehrer gehörten zu seinen Kollegen Gérard Ruymen (Bratsche) und Rudolf Metzmacher (Violoncello). Gemeinsam mit Metzmacher gründete er 1968 in Köln das Märkl-Quartett, mit dem er in Funktion des Primarius die Tradition des Stross-Quartetts fortführte. Auch sein jüngerer Sohn Key-Thomas Märkl war zeitweise Mitglied des Streichquartetts. Ferner war Josef Märkl Gründer und künstlerischer Leiter des Wilhelm-Kempff-Ensembles. Märkl war an mehreren Rundfunk- und Schallplattenproduktionen beteiligt.
Märkl war über 25 Jahre Dozent für Violine, Viola und Streichquartettspiel am Rheinischen Musikschule (ab 1962 Konservatorium der Stadt Köln). Er war Mitglied der European String Teachers Association. Bei Schott Music veröffentlichte er mehrbändige Kompendien für Violine und Viola.
Mit einer japanischen Pianistin hatte er drei Kinder. Sein älterer Sohn Jun Märkl (* 1959) wurde Dirigent, Key-Thomas Märkl (* 1963) Violinist. Letzterer ist mit der Schriftstellerin und Komponistin Kim Märkl liiert. Josef Märkl war bis zu seinem Tod 2010 mit Brigitte Märkl (1931–2011), geb. Jaenisch, verheiratet.

## Werke
Unterrichtswerke
- Violintechnik intensiv (3 Bände, Schott, 1999/2000)

- Band 1: Konditionstraining
- Band 2: Bogentechnik
- Band 3: Einspielübungen „Fit in 20 Minuten“

- Violatechnik intensiv (2 Bände, Schott, 2004/05)

- Band 1: Konditionstraining und Bogentechnik
- Band 2: Einspielübungen 30 „Wake up“-Programme

Kompositionen
- Carneval der Finger für Violine und Klavier. 3 Etüden für den 2. und 3. Finger (Schott, 2001)
- Paraphrasen über Paganinis Barucaba-Variationen für Viola solo (Varner, 2006)

## Diskografie (Auswahl)
- Ludwig van Beethoven: Streichquartette op. 135 und 18/2 mit dem Stross-Quartett (Aarton Music, 1983)
- Juan Crisóstomo de Arriaga: Streichquartette Nr. 1 und 2 Es-Dur (Aarton Music, 1983)
- Werner Egk: La Tentation de Saint Antoine und Juan Crisóstomo de Arriaga: Streichquartett Nr. 3 Es-Dur mit Marijke Hendriks (Mezzosopran) (Aarton Music, 1983)